# Vindonissa
Vindonissa (iz galskega toponima v *windo- 'belo') je bil rimski legionarski tabor, vicus in kasneje škofovski sedež v sodobnem Windischu v Švici. Ostanki tabora so navedeni kot dediščina državnega pomena. Mesto Brugg gosti majhen rimski muzej, ki prikazuje najdbe iz tega tabora.

## Zgodovina
Pri izkopavanjih ob zahodnem robu rimskega tabora so odkrili nekaj žarnih grobnic iz pozne bronaste dobe (ok. 1000–800 pr. n. št.). Prvo naselje Vindonissa je bila utrjena vas v Helvetii iz 1. stoletja pred našim štetjem na polotoku med rekama Aare in Reuss. Naselje je bilo zaščiteno s približno 350 metrov dolgim lesenim in zemeljskim zidom z do 7 m globokim jarkom, ki se je raztezal čez ozek vrat polotoka. Naselje je prišlo pod rimski nadzor bodisi po osvojitvi Helvetov okoli leta 58 pred našim štetjem s strani Julija Cezarja bodisi po osvojitvi Alp leta 15 pr. n. št.
Na mestu je bilo okrog 15. pr. n. št. postavljeno majhno stražarsko mesto. Rimsko naselje in legionarski tabor je bilo verjetno ustanovljeno leta 15 našega štetja. V razširitvi okoli 30 so bile dodane termalne kopeli. Legio XIII Gemina je bila v Vindonissi nameščena do leta 44 ali 45. S prihodom 21. legije (XXI Rapax) je bil tabor obnovljen s kamnitimi utrdbami. Potem ko je 21. legija leta 69 oropala podeželje, jo je nadomestila XI. legija Claudia, ki je bila nameščena do leta 101. Po tem datumu je bila Vindonissa civilno naselje z gradom, zgrajenim v 4. stoletju.
Tabor, ustanovljen okoli leta 15 našega štetja, je obsegal približno 20 ha in je bil obdan z 1,8 km dolgim lesenim in zemeljskim obzidjem z lesenimi vrati in nizkimi stražnimi stolpi, obdanimi z dvojnim jarkom. Do leta 72 našega štetja ga je zamenjal 3,6 m debel zid z masivnimi vrati, stražnimi stolpi in enim jarkom.
Prvo sistematično izkopavanje ruševin se je začelo leta 1896. S tem in kasnejšimi izkopavanji so odkrili ruševine več stavb in številne predmete. 2 km dolg rimski podzemni kanal še vedno oskrbuje vodnjak pri samostanu Königsfelden. V Vindonissi je bil največji rimski amfiteater v sodobni Švici s približno 10.000 sedeži. Odkriti so temelji zahodne in severne stene ter ostanki rimskih kopeli.